# Xenocanthon sericans
Xenocanthon sericans là một loài bọ cánh cứng trong họ Bọ hung (Scarabaeidae).